# Nils Widner
Nils Widner, född 30 september 1870 i Vä församling, Kristianstads län, död 6 augusti 1940 i Storkyrkoförsamlingen, Stockholm, var en svensk präst. Han var morfar till Nils och Anders Svenningsen.

## Biografi
Widner blev teologie kandidat vid Lunds universitet. Han var 1901-1913 svensk pastor i Köpenhamn, och det var under hans tid där som Gustavskyrkan uppfördes. År 1913 blev Widner kyrkoherde i Saltsjöbaden i Strängnäs stift, vilket han var till 1921 då han tillträdde som pastor primarius i Stockholm. Från 1925 var han parallellt med det senare ämbetet överhovpredikant. Han innehade båda dessa ämbeten till sin död. Widner kallades 1918 till teologie hedersdoktor vid Lunds universitet.